# Tauraco
Genre
Les touracos du genre Tauraco sont des oiseaux endémiques des forêts de l'Afrique subsaharienne au plumage à dominante verte.

## Liste d'espèces
D'après la classification de référence (version 14.2, 2024) du Congrès ornithologique international (ordre phylogénique) :
- Tauraco violaceus – Touraco violet
- Tauraco rossae – Touraco de Lady Ross
- Tauraco macrorhynchus – Touraco à gros bec
- Tauraco bannermani – Touraco doré
- Tauraco leucolophus – Touraco à huppe blanche
- Tauraco erythrolophus – Touraco de Pauline
- Tauraco persa – Touraco vert
- Tauraco livingstonii – Touraco de Livingstone
- Tauraco schalowi – Touraco de Schalow
- Tauraco corythaix – Touraco louri
- Tauraco schuettii – Touraco à bec noir
- Tauraco fischeri – Touraco de Fischer
- Tauraco hartlaubi – Touraco de Hartlaub